# Sunifred I (bisbe de Girona)
Sunifred I fou bisbe de Girona a partir del 850. Tot i que situat per Roig i Jalpí i Francesc Romaguera en les Constitutiones Synodales i Sulpici Pontich entre Servus Dei i Guigó de Girona l'any 911; Francesc Dorca i Caresmar el situen en data anterior, degut a la consagració de l'església de Santa Maria de Riudaura l'any 858. Fou Sunifred qui consagrà aquesta església i convé Dorca que el document conservat al monestir de Camprodon estava equivocat, donant com a vàlida la datació donada a la Histoire générale de Languedoc que remeten a un exemplar del monestir de Santa Maria de la Grassa.